# Shimenawa
Un Shimenawa (標縄・注連縄・七五三縄, literament, corda enrotllada) és una corda de feta amb fibra de cànem amb borles, que assenyala la santedat d'un lloc en el Xintoisme. Poden variar en diàmetre des d'uns pocs centímetres fins a diversos metres, i es veuen sovint adornades. Un espai limitat per una shimenawa indica sovint un espai sagrat i pur, com el d'un santuari sintoista.
Es creu que actuen com a protecció davant els mals esperits i s'estableixen sovint en una cerimònia d'inauguració abans que comenci la construcció d'un nou edifici. Es troben sovint en els santuaris sintoistes, davant de portes torii, i com a senyals sagrades. També s'utilitzen per marcar els arbres que es creu poden ser habitats per esperits anomenats Kodama. La tala d'aquests arbres es pensa que pot portar mala sort.
Una variació de la shimenawa es fa servir en els combats de sumo pels yokozuna (grans campions) en les cerimònies d'entrada, per indicar el seu rang.

## Imatges

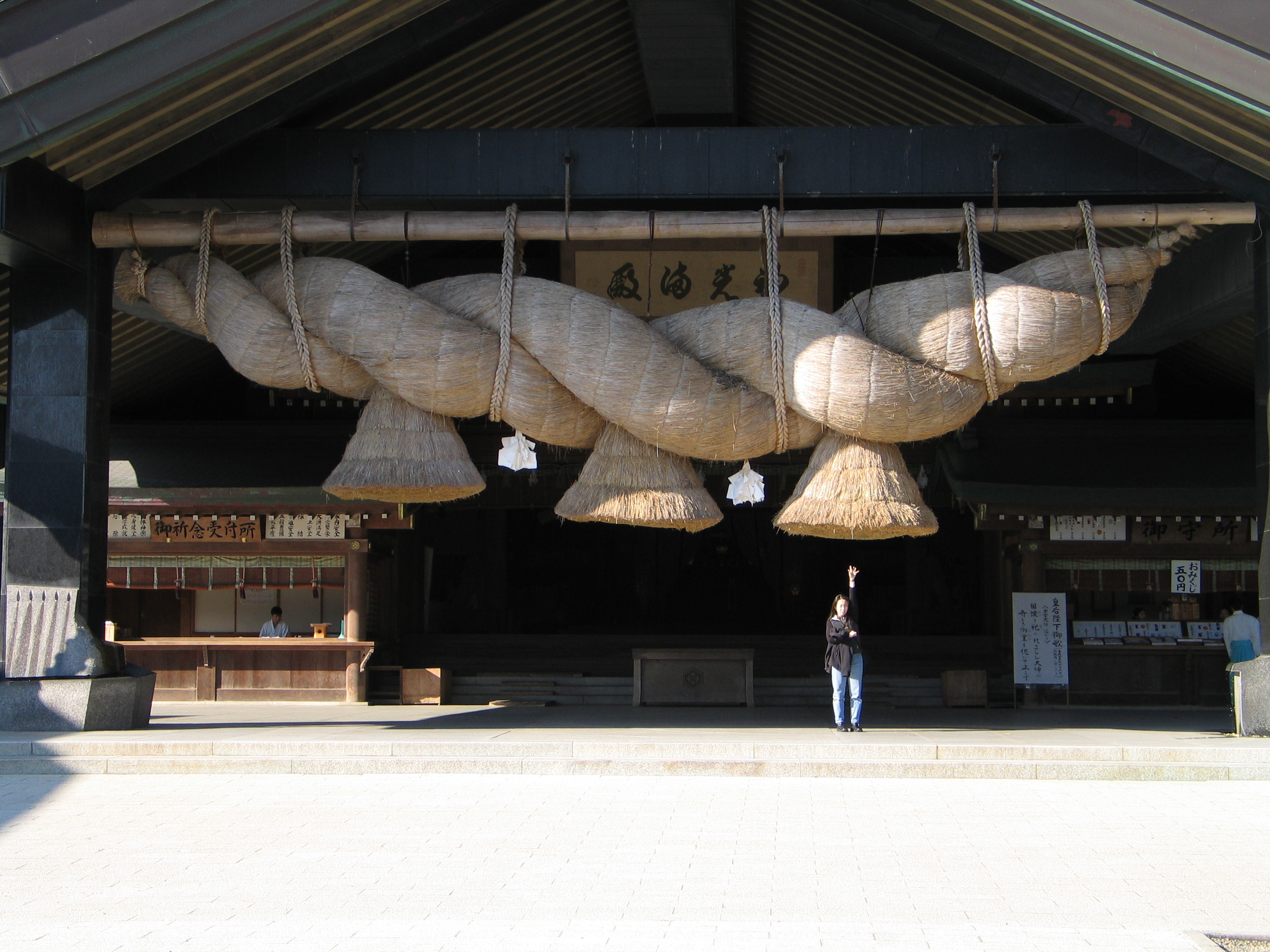
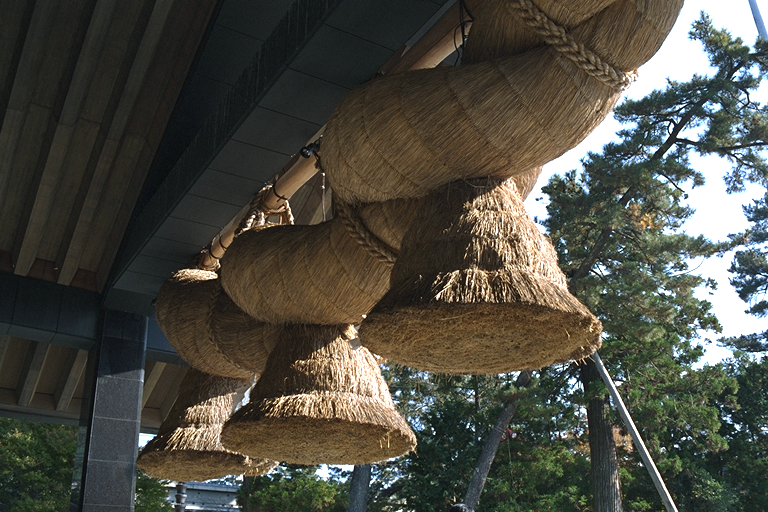
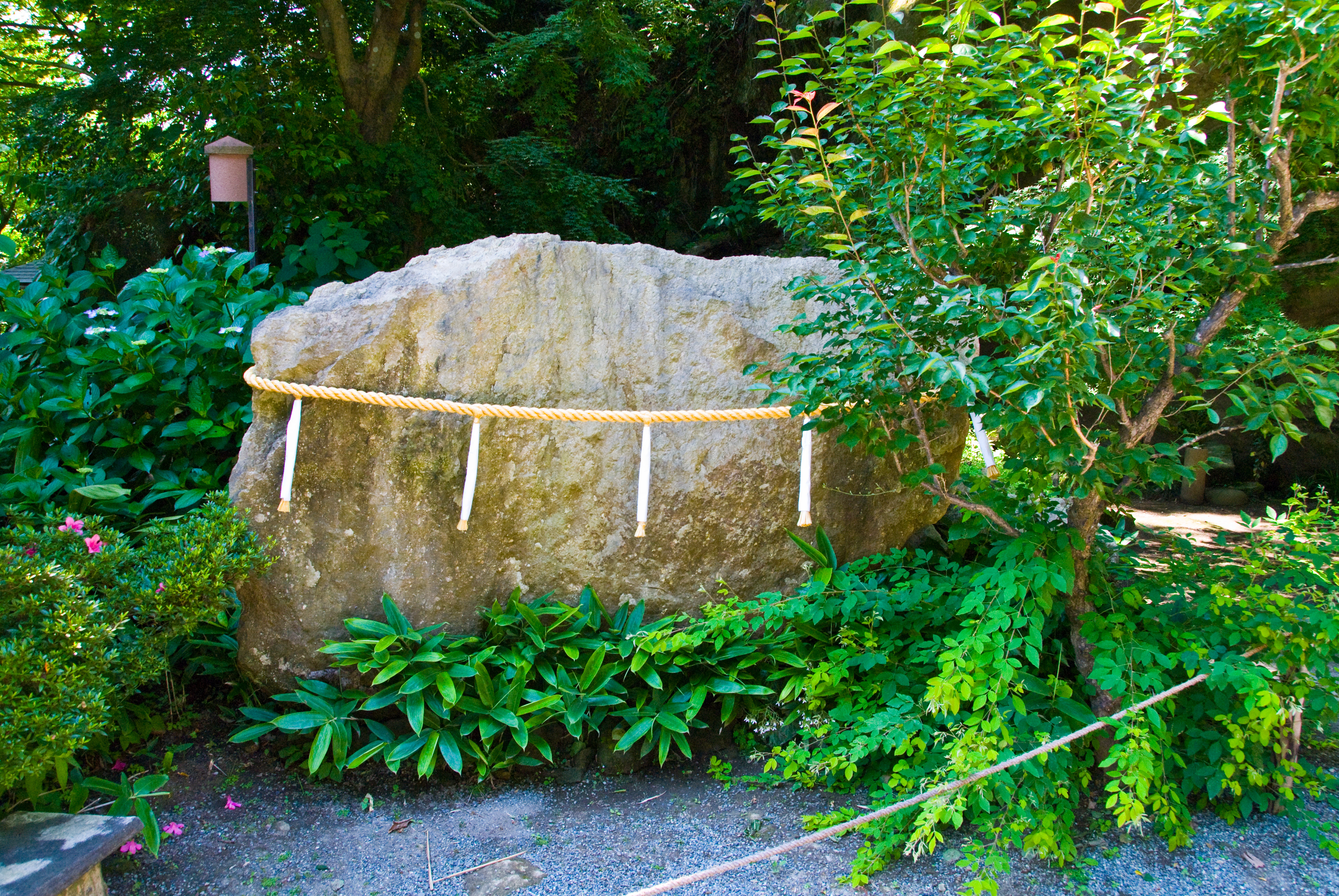
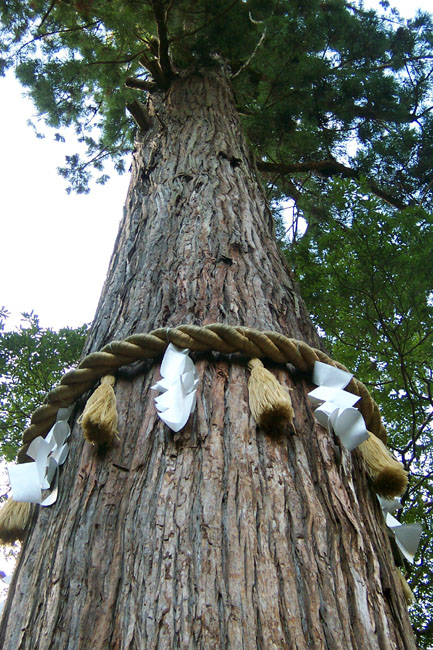
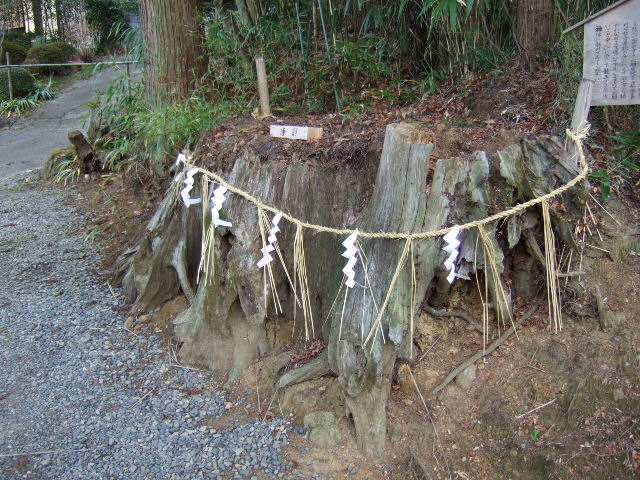
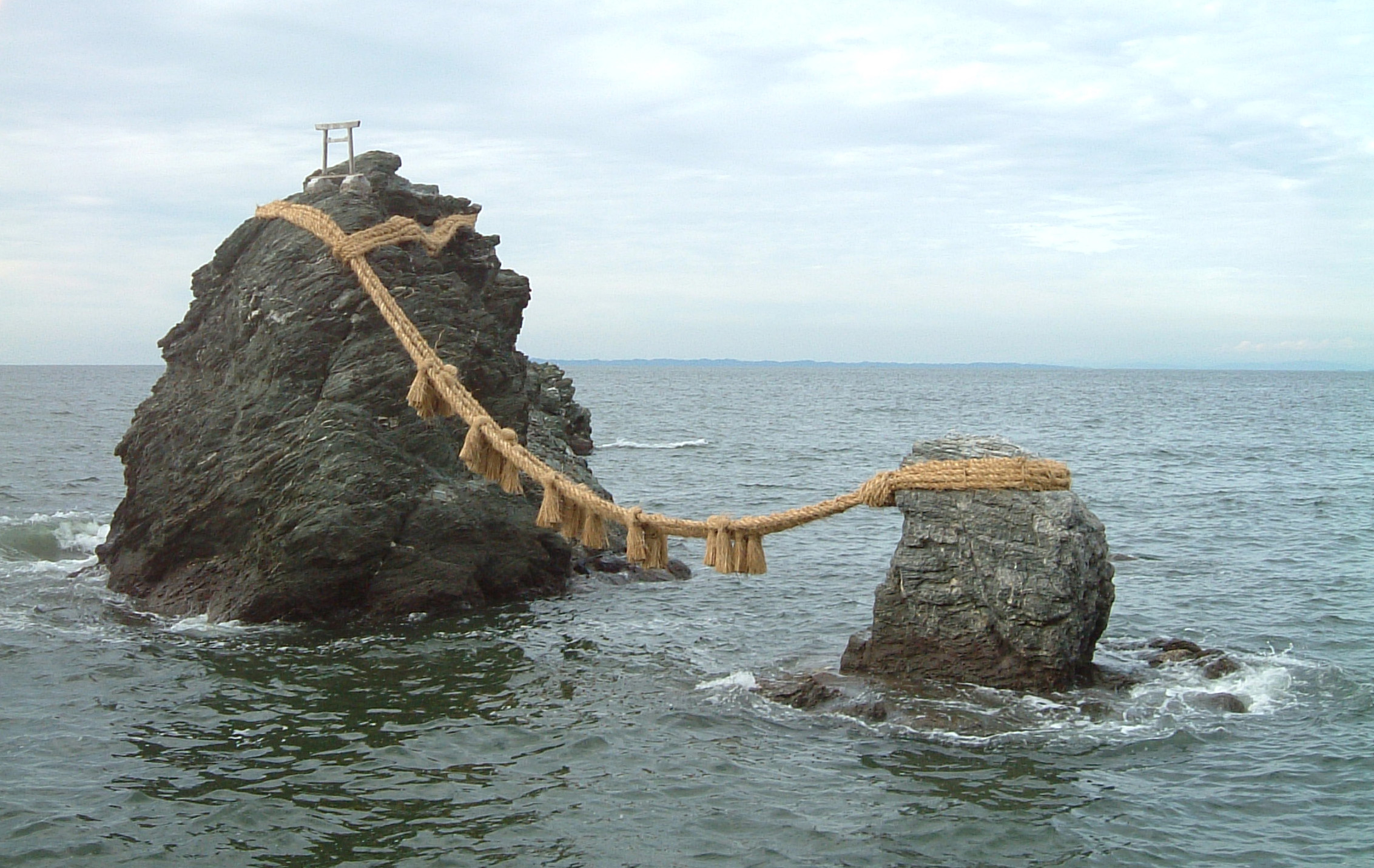
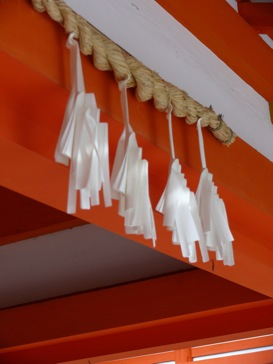